# Korthalsella rubescens
Korthalsella rubescens är en sandelträdsväxtart som beskrevs av Paul Lecomte. Korthalsella rubescens ingår i släktet Korthalsella och familjen sandelträdsväxter. Inga underarter finns listade i Catalogue of Life.